# Neophacidium macrocarpum
Neophacidium macrocarpum är en svampart som först beskrevs av Narcisse Theophile Patouillard, och fick sitt nu gällande namn av Franz Petrak 1950. Neophacidium macrocarpum ingår i släktet Neophacidium, ordningen Rhytismatales, klassen Leotiomycetes, divisionen sporsäcksvampar och riket svampar.   Inga underarter finns listade i Catalogue of Life.